# Ana Lúcia Duarte
Ana Lúcia Duarte Silva (c. 1972 – São Luís, 26 de março de 2016) foi uma professora, bailarina e ativista da cultura popular brasileira. Era reconhecida por sua atuação na preservação e valorização das tradições culturais do Maranhão, especialmente por seu trabalho com o Tambor de Crioula.
Natural de São Luís, Ana Lúcia Duarte Silva dedicou a vida à educação e à arte. Formada em História, atuou como professora e também como bailarina, integrando o corpo de baile do Tambor do Mestre Amaral, um dos grupos mais tradicionais e conhecidos do estado. Sua trajetória esteve sempre ligada aos movimentos de arte popular, sendo figura de destaque na cena cultural maranhense.
Ana Lúcia faleceu tragicamente aos 51 anos, vítima de um latrocínio (roubo seguido de morte) ocorrido na madrugada de 26 de março de 2016, no Km 15 da BR-135, nas proximidades do bairro Pedrinhas, em São Luís.
A morte de Ana Lúcia causou grande comoção entre amigos, familiares e a comunidade cultural do Maranhão. Diversas homenagens foram prestadas nas redes sociais. Em nota oficial, a Secretaria de Estado da Cultura e Turismo (Sectur) lamentou profundamente a perda da artista, destacando sua importância como ativista da cultura popular.